# Min'jar
Min'jar (in lingua russa Минья́р) è una città di 11 032 abitanti situata nell'Oblast' di Čeljabinsk, in Russia.
Min'jar fu fondata nel 1771 e ricevette lo status di città il 14 maggio 1943.